# 단치 아마라우
단치 기마랑이스 산투스 두 아마라우(포르투갈어: Dante Guimarães Santos do Amaral, 1980년 9월 30일~)는 브라질의 은퇴한 배구 선수이다. 1999년에 브라질 리그에서 선수 경력을 시작했으며, 이후에 이탈리아, 그리스, 러시아, 일본 등지에서 뛰었고 2002년에 모데나 볼리 소속으로 CEV 컵 우승을 달성했다. 
브라질 국가대표팀의 일원으로 2004년 하계 올림픽 금메달, 2008년과 2012년 하계 올림픽에서 은메달을 획득했다. 또한 세계 선수권 대회에서 3회 우승, 배구 월드컵 2회 우승, 월드리그 7회 우승을 달성했다.